# داكوتا دوزير
داكوتا دوزير (بالإنجليزية: Dakota Dozier)‏ هو لاعب كرة قدم أمريكية أمريكي، ولد في 30 أبريل 1991 في ويست كولومبيا في الولايات المتحدة.

## وصلات خارجية
- داكوتا دوزير على موقع مرجع كرة القدم المحترفة.كوم (الإنجليزية)